# Армія FM
А́рмія FM — державна військова радіостанція України. В нинішньому форматі почала працювати 1 березня 2016 року. Веде мовлення в мережі Інтернет і через супутник, також поступово розширює мовлення у FM-діапазоні. Разом із телеканалом «Армія TV» та Military Media Center належить Центральній телерадіостудії Міністерства оборони України

## Історія
6 червня 1992 року перший міністр оборони України Костянтин Морозов підписав наказ «Про створення радіостанції Міністерства оборони України та редакції телерадіопрограм». Метою було визначене «інформаційне обслуговування військовослужбовців та членів їх сімей», а також «більш глибоке та компетентне висвітлення процесу розбудови Збройних Сил України».
15 липня 1992 року новостворену радіостанцію очолив підполковник Юрій Кучмій.
У 1993 році була створена, але так і не запрацювала радіостанція МО України «Сурмач». Антенне поле радіостанції знаходилося між селами Гореничі і Петрушки Київської області, але в ефір радіостанція виходила тільки для зв'язку зі штабом, який знаходився в Бортничах.
У вересні 1993 року генерал-полковник Анатолій Лопата видав директиву, в якій пропонує «прискорити початок роботи військового радіо і ТБ». Простими словами — виділити приміщення, зробити ремонт та встановити необхідне обладнання. У цьому ж документі зазначається, що до 20 листопада 1993 року штаб та редакційний центр радіостанції мають передислокуватися із села Бортничі до військового містечка № 27.
В 1994 році, була створена вже працююча радіостанція ВМС України «Бриз». Два роки потому станція отримала одну із перших в Україні ліцензій і транслювала свої програми із Севастополя в УКХ та FM-діапазоні, а також на середніх хвилях. Попри те, що дана радіостанція мовила до початку анексії Криму, її аудиторія була досить обмеженою.
В тому ж 1994 році радіостанцію та редакцію телерадіопрограм МО України розформували. На її місці створили Центральну телерадіостудію Міністерства Оборони. Її тодішній штат нараховував 156 військовослужбовців та 85 працівників. Очолив ЦТРС полковник Дмитро Повх. Тимчасовим виконувачем обов'язків керівника редакції радіо був призначений лейтенант Ян Іванишин.
З 1996 по 2005 рік Центральну телерадіостудію очолював полковник Олександр Тереверко. В 1996 році редактором радіопрограм ЦТРС став Василь Гулько.
Військове радіо співпрацювало з Національною радіокомпанією України. Його програми виходили на Першому каналі Українського радіо, на Радіо «Промінь», Всесвітній службі Українського радіо та радіо «Культура». Суспільно-політична «Наша армія», музично-розважальна «Музичний радар» та історично-публіцистична «Україна. Рік 44-й» виходили в ефір на першому та другому каналах українського радіо. Крім того, військові радійники готували передачі для радіо «Голос Києва» та радіо «Майдан».
У 1996 році на ЦТРС проходив службу й історик, журналіст, а згодом сержант 13-ї бригади Нацгвардії «Хартія» Вахтанг Кіпіані.
ЦТРС була єдиною платформою, яка пропагувала Збройні Сили України.
У 2014 році, з початком війни Росії проти України завдання редакції ЦТРС кардинально змінилися. Основний «проєктом» стало інформування аудиторії про війну.
На початку 2015 року ЦТРС очолила полковник Яна Холодна. В умовах «гібридної війни» Міністерство оборони України ухвалило рішення про створення спеціалізованої радіостанції, програми якої перш за все орієнтовані на військовослужбовців. У столичному Будинку офіцерів була обладнана студія, і в березні 2016 року розпочалося тестове мовлення «Армія FM».
На початку свого існування радіостанція мовила виключно в Інтернеті. Невдовзі «Армія FM» розпочала супутникове мовлення і отримала можливість транслювати свої програми в ряді міст Донецької області на частотах «Радіо Блік». Для максимально широкого охоплення території в регіоні навіть було запущено експериментальну синхронну мережу, що об'єднала в собі кілька передавачів.
Досить швидко сформувалися формат і програмна концепція радіостанції: в ефірі «Армія FM» зазвучали новини та зведення Генерального штабу, а також інформаційні, освітні, музичні та розважальні програми.
У 2017 році Нацрада видала 11 дозволів на тимчасове мовлення на території Донецької та Луганської областей. В цей же період «Армія FM» отримала ліцензії на мовлення у Костянтинівці, Покровську, Кремінній та Старобільську.
Восени 2018 року радіостанція розпочала мовлення зі 190-метрової вежі у Гірнику. Паралельно «Армія FM» отримала дозволи на мовлення у Широкому, а також у Чонгарі.
Щомісяця журналісти Армія FM їздили до якоїсь бригади та знайомили свою аудиторію з її військовими. Проводили етери і з мешканцями деокупованих селищ.
Переконавшись в тому, що завдання покриття мовленням радіостанції лінії зіткнення на Донбасі в цілому виконано, Нацрада ухвалила рішення забезпечити можливість для подальшого розвитку станції. Підсумком стало проведення конкурсу з розбудови військово-патріотичного радіомовлення, завдяки чому навесні 2019 року «Армія FM» розпочала мовлення у Києві, Житомирі та Вінниці. Цього ж року радіостанція отримала ліцензію на мовлення у Бердичеві, Звягелі, Запоріжжі, Львові, Яворові, Новояворівську, Миколаєві, Полтаві та Херсоні.
Ще однією можливістю для радіостанції «Армія FM» розширити свою аудиторію є мовлення в ефірі регіональних радіостанцій, які отримують ліцензії в рамках програми розвитку мовлення місцевих громад. Паралельно Нацрада продовжила видачу станції тимчасових дозволів, також до повномасштабного вторгнення 2022 року радіостанція ретранслювалась в ефірі місцевої радіостанції «Кривбас» у місті Кривий Ріг на частоті 102,3.
28 вересня Нацрада анулювала ліцензії на мовлення, але згодом зареєструвала студію Міноборони суб'єктом у сфері медіа, що здійснює мовлення без використання радіочастотного спектра та видала тимчасові дозволи на ті самі частоти та на 11D в Києві..
Наразі військове радіо Армія FM мовить у 37 українських містах.

## Інформація
Армія FM є першою (за словами організаторів) військовою радіостанцією незалежної України. Започаткована Міністерством оборони України. Почала свою роботу 1 березня 2016 року в тестовому режимі. Цільова аудиторія — українські солдати, що перебувають у зоні ООС. В процесі мовлення надається інформація про діяльність української армії, обговорюються потреби військових у зоні ООС, звучать привітання українським солдатам з мирних територій України, новини, юридичні поради військовим ЗСУ, розповідаються надзвичайні історії про бійців та їхніх командирів, звучить також музика — українська та закордонна, причому на українську припадає понад половину ефірного часу.
О 06:00 та 22:00 звучить Державний гімн України.
Особливістю радіостанції є те, що колектив її повністю становлять професійні військові та люди, які мають стосунок до військової справи (журналісти, що закінчили Військовий Інститут КНУ імені Тараса Шевченка).
У 2019 році депутати Парламенту України повідомили про можливе заблокування роботи Армія FM.

## Програми
- Рота підйом (ранкове шоу)
- Точка доступу
- Герої сучасності
- Привіт в АТО
- ПОЛІГРАФ
- Фронт бойових дій
- Інформаційний фронт
- АТО: Перший український фронт (радіомарафон)
- Техніка війни
- Розіграли
- Солдатський записник
- Stop fake
- Пісні АТО
- Важка ділянка
- Слухоманія
- Рейволюція
- Вечірній ПО

У перші дні мовлення через відсутність студії власні програми не вироблялися — транслювалися лише новини та музика.

## Мовлення
Трансляція передач ведеться в мережі Інтернет та через супутник. Також в м. Києві веде мовлення в DAB+

### Міста мовлення
- Київ — 94.6 FM; 222,064 (11D)

### Вінницька область
- Вінниця — 99.3 FM

### Волинська область
- Луцьк — 90.2 FM

### Дніпропетровська область
- Кривий Ріг — 91.1 FM
- Павлоград — 106.1 FM
- Нікополь — 100.6 FM

### Донецька область
- Авдіївка — 90.3 FM
- Бахмут — 88.8 FM
- Волноваха — 87.6 FM
- Гірник — 106.4 FM
- Гранітне — 98.5 FM
- Костянтинівка — 102.4 FM
- Лебединське — 101.4 FM
- Маріуполь — 89.5 FM
- Новотроїцьке — 104.2 FM
- Піски — 94.0 FM
- Покровськ / Мирноград — 101.4 FM
- Світлодарськ — 107.3 FM
- Слов'янськ / Краматорськ — 89.0 FM
- Чермалик — 101.1 FM

### Житомирська область
- Житомир — 104.5 FM
- Бердичів — 87.9 FM
- Звягель — 98.9 FM

### Закарпатська область
- Мукачево — 92.5 FM

### Запорізька область
- Запоріжжя — 91.2 FM
- Мелітополь — 92.3 FM

### Івано-Франківська область
- Івано-Франківськ — 106.4 FM

### Київська область
- Біла Церква — 102.3 FM

### Кіровоградська область
- Кропивницький — 99.3 FM

### Луганська область
- Бахмутівка — 90.8 FM
- Золоте — 98.8 FM
- Кремінна — 103.0 FM
- Лисичанськ — 88.6 FM
- Новотошківське — 106.1 FM
- Попасна — 100.1 FM
- Старобільськ — 102.6 FM
- Широкий — 91.9 FM
- Щастя — 91.9 FM

### Львівська область
- Львів — 92.4 FM
- Новояворівськ / Яворів  — 88.9 FM

### Миколаївська область
- Миколаїв — 103.3 FM

### Одеська область
- Захарівка — 89.8 FM

### Полтавська область
- Полтава — 90.2 FM

### Рівненська область
- Рівне — 105.7 FM
- Дубровиця / Сарни — 107.9 FM
- Старики — 105.5 FM

### Сумська область
- Суми — 107.9 FM
- Краснопілля — 94.1 FM
- Хутір-Михайлівський — 87.6 FM

### Тернопільська область
- Тернопіль — 91.7 FM

### Харківська область
- Харків — 101.1 FM
- Берестин — 100.8 FM
- Богодухів — 94.3 FM
- Вовчанськ — 91.8 FM

### Херсонська область
- Херсон — 99.0 FM
- Генічеськ — 103.0 FM
- Олешки — 99.0 FM
- Скадовськ — 99.6 FM
- Чаплинка — 96.0 FM

### Хмельницька область
- Хмельницький — 107.6 FM

### Черкаська область
- Черкаси — 100.6 FM

### Чернігівська область
- Чернігів — 100.6 FM
- Новгород-Сіверський — 95.5 FM
- Полісся / Городня — 92.7 FM
- Ріпки — 89.1 FM
- Семенівка — 93.0 FM
- Холми — 98.8 FM

### В ефірі інших радіостанцій
| Частота, МГц | Назва           | Місто     | Тривалість трансляції |
| ------------ | --------------- | --------- | --------------------- |
| 87.7         | Львівська хвиля | Ковель    | 3 год 36 хв/добу      |
| 89.0         | Голос Надії     | Турка     | 24 год/добу           |
| 91.7         | Львівська хвиля | Борислав  | 3 год 36 хв/добу      |
| 96.9         | Миргород FM     | Миргород  | 5 год/добу            |
| 98.1         | Львівська хвиля | Сарни     | 3 год 36 хв/добу      |
| 101.9        | Радіо Дружківка | Покровськ | 24 год/добу           |
| 104.1        | Акцент          | Шостка    | 20 год/добу           |
| 104.5        | Балта FM        | Балта     | 24 год/добу           |

### Нереалізовані плани через окупацію
Міста в яких мовлення не розпочалось через окупацію
- Станиця Луганська — 105.8 FM

## Параметри супутникового мовлення
| Супутник | Частота | Символьна швидкість | Поляризація     | FEC |
| -------- | ------- | ------------------- | --------------- | --- |
| Astra 4A | 12130   | 27500               | вертикальна (V) | 3/4 |

## Передавач
Один з ведучих «Армії FM», радіолюбитель Олександр Безсонов створив передавач, названий ним ГШ 2.0 («глушилка шансону»), за допомогою якого можна не тільки транслювати свої передачі, а й глушити сигнали ворожих радіостанцій. Являє собою звичайний сучасний передавач з під'єднаним до нього айфоном.

### Інші посилання
- Армия FM: В Украине запустили первое военное радио — Новое Время (рос.)[1]
- Радіо Армія FM — рейтинг БестРадіо
- Онлайн-трансляція «Армія FM»[2]
- Радіо «Армія FM» почало роботу в інтернет-форматі — сайт ТелеКритика (укр.)[3]
- «РЕЙВолюція» та глушилка для шансону: як працює радіо "Армія FM — 5 канал (укр.)[4]
- Армія FM — Світ Радіо (укр.)[5]
- Міноборони запустило мовлення радіо «Армія FM» — Військова панорама (укр.)
- [Архівовано 25 березня 2016 у Wayback Machine.] Армія FM у мережі Facebook

1. ↑  Армия FM: В Украине запустили первое военное радио. НВ. 1 березня 2016. Архів оригіналу за 29 квітня 2023. Процитовано 16 жовтня 2023. (рос.)
2. ↑  Архівована копія. Архів оригіналу за 11 лютого 2017. Процитовано 19 квітня 2016.{{cite web}}:  Обслуговування CS1: Сторінки з текстом «archived copy» як значення параметру title (посилання)
3. ↑  Архівована копія. Архів оригіналу за 17 березня 2016. Процитовано 19 квітня 2016.{{cite web}}:  Обслуговування CS1: Сторінки з текстом «archived copy» як значення параметру title (посилання)
4. ↑  "РЕЙВолюція" та глушилка для шансону: як працює радіо "Армія FM". 5 канал. 16 квітня 2016. Архів оригіналу за 14 жовтня 2016. Процитовано 17 вересня 2024. {{cite web}}: Недійсний |мертвий-url=dead (довідка)
5. ↑  Архівована копія. Архів оригіналу за 28 квітня 2017. Процитовано 19 квітня 2016.{{cite web}}:  Обслуговування CS1: Сторінки з текстом «archived copy» як значення параметру title (посилання)